# Regine Schroeder
Regine Schroeder (* 26. September 1970 in Wuppertal) ist eine deutsche Schauspielerin.

## Leben und Karriere
Sie absolvierte ihre Schauspielausbildung von 1989 bis 1993 an der Staatlichen Hochschule für Musik und Theater Hannover und schloss ihr Studium mit dem Diplom ab. Direkt nach dem Studium folgten Engagements als Ensemblemitglied am Landestheater Magdeburg und am Staatstheater Mainz. Einem breiten Fernsehpublikum wurde Regine Schroeder durch verschiedene Fernsehformate bekannt. Anfang 2002 folgten erste Fernsehauftritte, unter anderem drehte sie für die SOKO Leipzig, die Soko Köln, Kommissar Stolberg und die Anrheiner.

## Filmografie
- 2001: Fremde Frau (Kurzfilm, Regie:  Renate Gosiewsky)
- 2002: Blütezeit (Diplomfilm, Regie:  Anke Seidel)
- 2002: Die Wache (Regie:  Carsten Meyer-Grohbrügge)
- 2002: Bernds Hexe (Regie:  Stefan Lukschy)
- 2003: Geht’s noch? (Regie:  Holger Schmidt)
- 2003: Balko (Regie:  Thomas Jahn)
- 2004: Comedy dell’arte (Pilot, Regie:  Holger Schmidt)
- 2004: Alarm für Cobra 11 (Regie:  Sebastian Vigg)
- 2005: Die Familienanwältin (Regie:  Christoph Schnee)
- 2006: SOKO Leipzig (Regie:  Patrick Winczewski)
- 2006: Deutschland ist schön (Regie:  Holger Schmidt)
- 2006: Autopiloten (Kino, Regie:  Bastian Günther)
- 2006: Gruen (Kurzfilm, Regie:  Martin Kaatz)
- 2006: Lindenstraße (Regie:  Herwig Fischer)
- 2007: Die unsichtbare Frau (Kurzfilm, Regie:  Renate Gosiewsky)
- 2007: Kommissar Stolberg (Regie:  Ulrich Zrenner)
- 2007: Die Anrheiner (Regie:  Klaus Wirbitzky)
- 2008: Kesslers Knigge (Regie:  Joseph Orr)
- 2008: SOKO Köln (Regie:  Axel Barth)
- 2008: Mannsbilder (Regie:  Dietmar Schuch/Holger Schmidt)
- 2009: Danni Lowinski (Regie:  Christoph Schnee)
- 2009: Der Staatsanwalt (Regie: Michael Kreindl)
- 2010: Gekidnapped (Kurzfilm, Regie: Sarah Winkenstette)
- 2012: Der letzte schöne Tag (Regie: Matthias Fabrick)
- 2013: Alles für meine Tochter (Fernsehfilm)
- 2016: Der Chef ist tot (Regie: Markus Sehr)
- 2018: Marie Brand und der schwarze Tag
- 2019: Tatort: Spieglein, Spieglein

## Bühnenrollen

### Theater der Landeshauptstadt Magdeburg (1993–1995)
- Das Mädchen, in: Roberto Zucco (Regie: Max K. Hoffmann)
- Solveig, in: Peer Gynt (Regie: Max K. Hoffmann)
- Sara, in: Ab heute heißt du Sara (Regie: Egmont Elschner)
- Hase, Hase, in: Hase (Regie: Rüdiger List)

### Staatstheater Mainz (1996–1999)
- Hermina, in: Ein Sommernachtstraum (Regie: Michael Helle)
- Nastja, in: Nachtasyl (Regie: Michael Helle)
- Molly, in: Der Marquis von Keith (Regie: Markus Dietz)
- Agnes, in: Ein Traumspiel (Regie: Michael Helle)
- Sofia, in: Armut, Reichtum, Mensch und Tier (Regie: Michael Helle)
- Das Mädchen, in: Fisch um Fisch (Regie: Roland Schimmelpfennig)
- Vanessa Bell, in: Der Lauf der Welt (Regie: Matthias Kniesbeck)
- Nach dem Regen (Regie: Rüdiger Burbach)
- Frau, in: Stecken, Stab und Stangl (Regie: Kai Oliver Sass)
- Archeologia (Regie: Kai Markus Dietz)
- Elinor Bublitz, in: Eisenherz (Regie: Michael Helle)

### Weitere Theater
Grenzlandtheater Aachen
- Kaiser 2000 (Revue) (Regie: Wendelin Haverkamp), 2000

Stadttheater Aachen
- Tod eines Handlungsreisenden (Regie: Uwe Dagh-Berlin), 2001
- Tartuffe (Regie: Michael König), 2003

Theater Die Börse Wuppertal
- Le Schmürz (Regie: Christoph Wehr), 2002

Rheinisches Landestheater Neuss
- Ein Käfig voller Narren (Regie: Malte Kreutzfeldt), 2005

Vereinigte Städtische Bühnen Krefeld/Mönchengladbach
- Blowing (Regie: Jens Pesel), 2007
- Grundsteuer (Regie: Ulrich Hüni), 2008